# Fosfatidinska kiselina
Fosfatidinske kiseline (PA) su kiselinske forme fosfatidata, dela običnih fosfolipida, glavnih konstituenata ćelijskih membrana. Fosfatidinske kiseline su najjednostavniji diacil-glicerofosfolipidi.

## Struktura
Fosfatidinska kiselina se sastoji od glicerolne osnove, sa u opštem slučaju zasićenom masnom kiselinom vezanom za ugljenik-1, nezasićenom masnom kiselinom na ugljeniku-2, i fosfatnom grupom na ugljeniku-3.

## Formiranje i degradacija
Pored de novo sinteze, fosfatidinska kiselina se može formirati na tri načina:
- Fosfolipazom D (PLD), putem hidrolize P-O veze fosfatidilholina, čime se formira PA holin.[3]
- Fosforilacijom diacilglicerola (DAG) posredstvom DAG kinaze (DAGK)
- Acilacijom lizofosfatidne kiseline pomoću lizoPA-aciltransferaze (LPAAT); to je najčešći metabolički put.[4]

Fosfatidinska kiselina se razgrađuje konverzijom u DAG dejstvom lipidnih fosfatnih fosfohidrolaza ili u lizo-PA pomoću fosfolipaze A (PLA).